# Volcán Taupo
El volcán Taupo es un gran volcán riolítico en el centro de la isla Norte de Nueva Zelanda. Forma parte de la zona volcánica de Taupo, una región con alta actividad volcánica que se extiende desde Ruapehu en el sur, a través de los distritos de Taupo y Rotorua, hasta la isla Whakaari, en la región de Bay of Plenty. El lago Taupo forma la caldera de este enorme volcán. El Taupo produjo dos de las erupciones más violentas del mundo en tiempos geológicos recientes. 
El Taupo entró en erupción hace unos 300 000 años, pero las principales erupciones, que siguen afectando el paisaje circundante, fueron la erupción de Oruanui hace unos 26 500 años, la cual es responsable de la forma actual de la caldera, y la erupción de Hatepe (también conocida como «erupción de Taupo»), hace unos 1800 años. Sin embargo, se produjeron muchas erupciones más, alrededor de una cada mil años.

## Erupciones riolíticas
El Taupo produce erupciones riolíticas, con un magma viscoso con un alto contenido de sílice. Si el magma no contiene mucho gas, la riolita tiende a formar solo un domo de lava. Sin embargo, cuando se mezcla con gas o vapor, las erupciones riolíticas pueden ser extremadamente violentas. El magma espumejea para formar piedra pómez y cenizas, que estallan con gran fuerza.
Si el volcán crea una columna estable que sube muy alto en la atmósfera, la piedra pómez y las cenizas soplan hacia los lados y finalmente caen al suelo, cubriendo el paisaje como una capa de nieve. Si el material expulsado se enfría rápidamente y se vuelve más denso que el aire, no puede elevarse tan alto, y de repente se derrumba al suelo, golpeando la superficie como el agua de una cascada, formando flujos piroclásticos que se propagan sobre la tierra a gran velocidad. Los flujos piroclásticos pueden desplazarse con una velocidad de cientos de kilómetros por hora. Cuando la piedra pómez y las cenizas se asientan, son lo suficientemente calientes como para unirse en una roca conocida como ignimbrita. 
Ocurrieron erupciones de ignimbrita anteriores más al norte del Taupo. Algunas de estas erupciones fueron enormes, y dos de ellas, hace aproximadamente 1,25 y 1,0 millones de años, fueron lo suficientemente grandes como para generar una capa de ignimbrita que cubrió la isla Norte desde Auckland a Napier.

## Historia eruptiva
Aunque la actividad volcánica del Taupo comenzó hace 300 000 años, las erupciones explosivas se hicieron más comunes desde hace 65 000 años.

### Erupción de Hatepe
Conocida como la erupción de Taupo, se divide en varias etapas.
- Erupción menor en un primer respiradero.
- Aumento de la actividad, un segundo respiradero hace erupción produciendo una alta columna de cenizas.
- Fase freatomagmática, el agua entró por el primer respiradero,  provocando potentes explosiones que depositaron Piedra Pómez blanca rica en cenizas.
- Formación de un tercer respiradero, produce un depósito de caída de color oscuro rico en cenizas y Obsidiana.
- Se produjo un erupción mayor que depositó Piedra Pómez y cenizas en un área extensa.
- El área de ventilación colapsa,30 Km³ de material son liberados en un único pulso formando un flujo de rápido movimiento desplazándose a 900 Km/h que pasó por encima de las montañas circundantes excepto en el Monte Ruapehu que mide 2.797 m cubriendo de ceniza desde Roturua hasta Waioru, la salida principal del lago fue bloqueada elevando el nivel 35 metros hasta que se liberó en una catastrófica inundación.

La columna eruptiva alcanzó los 50 km de altura, 120 Km³ de Ignimbrita fue expulsado dando a la erupción de Taupo un IEV de 7.

### Erupción de Oruanui

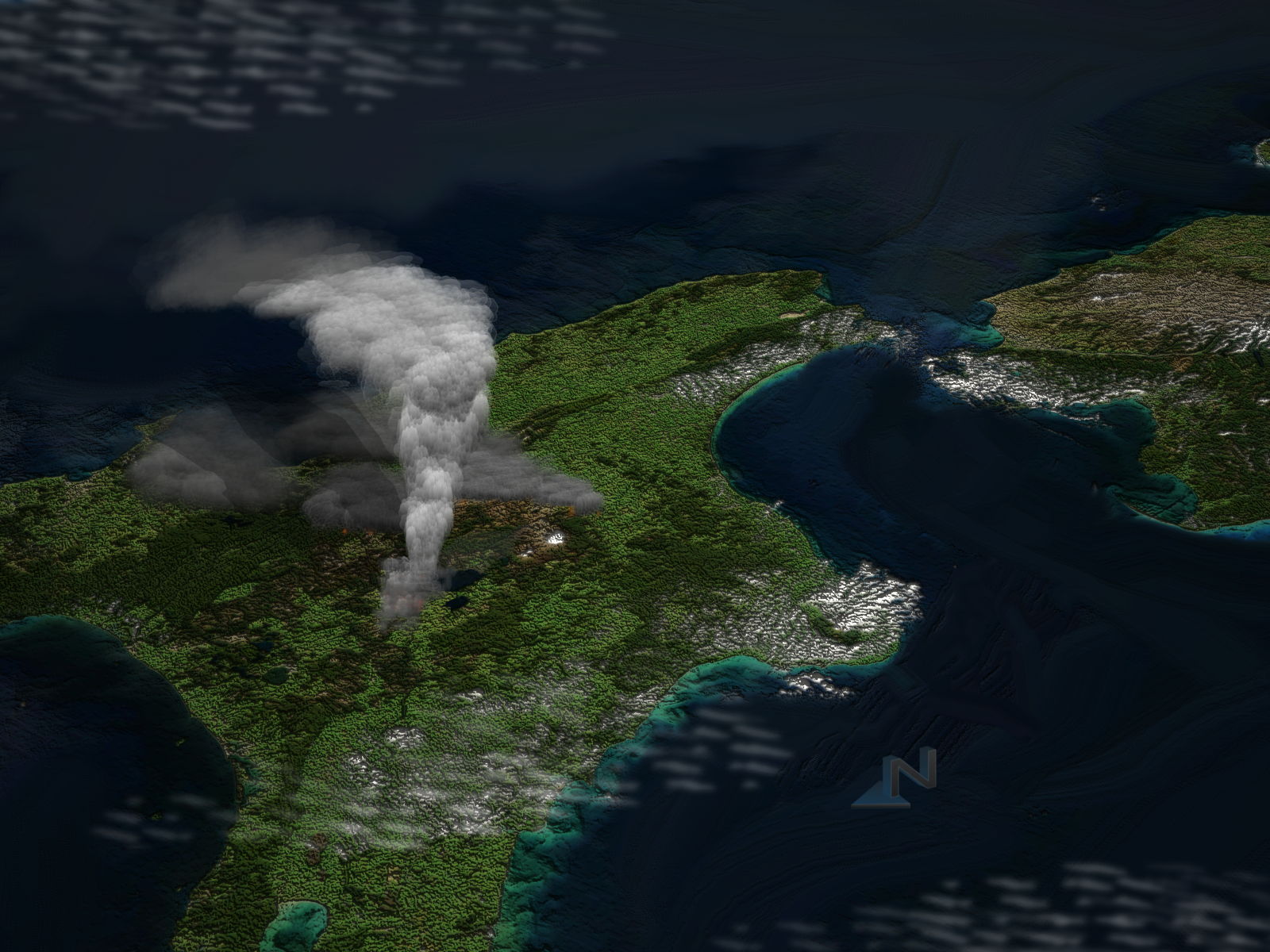
Una gran columna volcánica durante la erupción de Oruanui como pudiera haber parecido desde el espacio

La erupción de Oruanui del volcán Taupo fue la mayor erupción volcánica conocida en los últimos 70 000 años, con un Índice de Explosividad Volcánica de 8. Ocurrió hace unos 26 500 años y generó aproximadamente 430 km³ de depósitos de caídas piroclásticas, 320 km³ de depósitos de flujos piroclásticos (en su mayoría ignimbrita) y 420 km³ de material intracaldera primaria, equivalente a 530 km³ de magma.
El actual lago Taupo llena, en parte, la caldera creada por esta erupción.
La tefra generada por la erupción cubrió gran parte de la región central de la  isla Norte con una capa de ignimbrita con una profundidad de hasta 200 metros. La mayor parte de Nueva Zelanda se vio afectada por la caída de cenizas, aún con una capa de ceniza de 18 cm en las islas Chatham, a una distancia de 1000 km del volcán. La erosión y sedimentación posteriores tuvieron efectos duraderos sobre el paisaje y cambiaron el curso del río Waikato de su paso por las llanuras de Hauraki a su curso actual a través de Waikato hacia el mar de Tasmania.
En total se liberaron 1.170 Km³ de material, siendo la última erupción en alcanzar el IEV 8 en la historia de la Tierra. Consta de 9 unidades de caída mapeables y una décima unidad mal conservada pero volumétricamente dominante.